# Крузе, Виктор Арсеньевич
Виктор Арсеньевич Крузе (Крузэ) ― русский и советский футболист (вратарь и капитан сборной Самары в 1914—1931 годах), спортсмен, педагог, инженер-строитель, организатор футбола, физической культуры и спорта. Ректор Куйбышевского инженерно-строительного института (1937—1949).

## Биография
Родился в 1895 году. Окончил Уфимское приходское училище. Один год проучившись в Уфимском реальном училище, переехал в Самару. С 1912 по 1915 год учился в Самарском техническом железнодорожном училище. Работал слесарем железнодорожного депо. После Октябрьской революции заведующий спортивным клубом Всевобуча в Самаре, секретарь Совета физкультуры самарского горисполкома. Участвовал в разработке проектной документации для самарских стадионов «Локомотив» («Красный спортивный стадион», «Стадион имени 10-летия Октября»), «Буревестник» («Спартак», «Крылья Советов») и «Волга» (стадион завода имени Масленикова, «Зенит»). В 1934 году окончил Куйбышевский инженерно-строительный институт (КуИСИ). В 1936 году за лыжный переход «Куйбышев — Москва» награждён народным комиссаром пищевой промышленности СССР Анастасом Микояном именными часами. С 1937-го по 1949 год ректор Куйбышевского строительного института, впоследствии проректор института.
футбольная карьера
В 1912 году занял место в воротах сборной Самарского технического железнодорожного училища и был капитаном команды. С 1914 по 1931 год вратарь и капитан сборной Самары по футболу. Выступал за куйбышевские футбольные команды «Железнодорожники», «Гигант», «Метеор», «Совторгслужащие», «Завод
имени Масленникова» (ЗИМ), «Желдор». Играл в футбол не только на позиции вратаря, но и в центре защиты, полузащите и даже нападении.

## Достижения
Чемпионат Самарской губернии по футболу
- чемпион (1): 1920